# Marmara serotinella
Marmara serotinella là một loài bướm đêm thuộc họ Gracillariidae. Nó được tìm thấy ở Hoa Kỳ (Virginia và Maine).
Ấu trùng ăn Prunus serotina.